# Eöl
En el universo imaginario creado por en escritor británico J. R. R. Tolkien Eöl era un elfo oscuro pariente del rey Thingol, quien habitó durante un tiempo en los bosques de Doriath pero luego se trasladó, por desconfianza de los Noldor, a Nan Elmoth. 
Era gran amigo de los enanos, tanto que muchas veces estuvo invitado a Nogrod como huésped de honor. De ellos aprendió las artes de la forja; y con sus conocimientos forjó un nuevo metal tan resistente como el mithril, pero muy maleable y delgado, resistente a todas las espadas, que llamó «galvorn», porque era negro y brillante como el ébano. 
Encontró a Aredhel Ar-Feiniel perdida en el bosque y le echó un encantamiento para que no pudiera salir de él, puesto que se enamoró y la deseó. Se desposó con ella y vivieron en las profundidades del bosque y tuvieron un hijo llamado Maeglin. 
Cuando su hijo era joven y valiente, enojado con su padre porque este no le permitía conocer a los noldor, lo abandonó junto a su madre. Eöl siguió, enfurecido, a su hijo y a su esposa, hasta que penetró en Gondolin. Allí fue detenido y llevado ante Turgon quien le dio a optar entre la muerte o vivir encerrado en Gondolin. Tras lo cual eligió lo primero, pero, pretendiendo matar a su hijo lanzó una jabalina emponzoñada, con la que dio muerte a Aredhel, que interpuso su cuerpo para proteger a su hijo. Por este asesinato fue arrojado del Caragdûr, en donde encontró la muerte, no sin antes maldecir con la misma suerte a su hijo Maeglin. Fue un gran herrero, que forjó las espadas hermanas Anguirel y Anglachel. También forjó a Aranrúth, espada regalada, también, a Thingol.
- Datos: Q1989015